# جمعیت آل یاسین
جمعیت آل یاسین ائتلافی از افراد، تشکل‌های غیردولتی و نشریات است که با هدف ارتقاء آگاهی عمومی در مورد موضوعات کاربردی و روش‌های تفکر در ایران مشغول به فعالیت بوده و در برگیرنده طیف وسیعی از دانشگاهیان تا افراد معمولی می‌باشد. این گروه در ایران نزدیک به پانزده سال مشغول طیف وسیعی از فعالیت‌ها بوده‌است؛
از کنفرانس‌ها و سخنرانی‌ها توسط پیمان فتاحی (ایلیا میم رام‌الله)
تا انتشار مجلات و کتب از طریق شبکه گسترده دفاتر انتشاراتی و سازمانهای غیردولتی در سراسر ایران. طبق آخرین اطلاع، جمعیت ال یاسین حدود ۲۰۰٫۰۰۰ نفر عضو دارد.
از مهم‌ترین دیدگاه‌های این جمعیت، تأکید بر تقریب ادیان و پیوند مذاهب می‌باشد.

## تاریخچه فعالیت
هسته اصلی این جمعیت در سال‌های اولیه دهه ۱۳۷۰ شمسی بنیان‌گذاری شد و فعالیت‌های آن بر پایه معنویت گرایی شکل گرفت. در این جمعیت تعدادی نشریه، دفتر انتشارتی و مؤسسه فرهنگی وجود دارد. فصلنامه‌های هنر زندگی متعالی
، هنرهای زیستن، علوم باطنی، علم موفقیت
، تفکر متعالی، حرکت دهندگان و اخبار کودکانه،
نشرهای تعالیم حق، یاهو، حم، والسماء، و موسسه‌هایی همچون انجمن متفکران و محققان، مؤسسه اوامر یاسین، مؤسسه علم موفقیت، انجمن جبهه طبیعت و کانون حقوق بشر ال یاسین از جمله تشکل‌های وابسته به جمعیت ال یاسین هستند.
این مجموعه ابتدا به این نام شناخته نمی‌شد و در زمان اولین دستگیری پیمان فتاحی (در سال ۱۳۸۶) و زمانی که وی در بند ۲۰۹ زندانی بود با این اسم اعلام موجودیت کرد.
از آغاز برخوردهای افراط گرایان مذهبی با پیمان فتاحی (در سال ۱۳۸۶) اکثر نشریه‌ها و سازمان‌های جمعیت ال یاسین با محدودیت فعالیت و تعطیلی مواجه شده و بعضی از گردانندگان آن‌ها به اتهام تبلیغ علیه نظام دستگیر و زندانی شده‌اند.
وبگاه رادیو زمانه دربارهٔ برخوردهای حکومت ایران با جمعیت ال یاسین نوشت:
طی سی سال گذشته، به خاطر ویژگیی تئوکراتیک دولت در ایران، این پیگردها به اقلیت‌های غیردینی نیز اشاعه پیدا کرده‌است. ترور زنجیره‌ای روشنفکران کانون نویسندگان، فعالیت‌های امنیتی فرقهٔ سعید امامی و باند شریعتمداری علیه روشنفکران، برنامهٔ «هویت»، اعتراف‌های تلویزیونی، و انواع سازمانهای «ارشاد» و «امر به معروف و نهی از منکر»، نمونه‌هایی از این سیاست (طالبان فرهنگی، فرهنگ «بسیجی»، و تواب سازی) است. جمعیت آل‌یاسین از آخرین قربانیان سیاست پیگرد اقلیت‌های دیگراندیش بوده‌است. فرقهٔ مهدی گرای شیعه پس از به قدرت رسیدن در ایران بودجه‌های بسیار را صرف ترویج خرافه کرده‌است (مثلاً بودجهٔ چاه جمکران و ادعای «مدیریت» کشور توسط امام زمان) اما اصرار دارد دیگراندیشان را «فرقه» بخواند. دستگاه امنیتی ـ فرهنگی حکومتی تلاش می‌کند جمعیت آل یاسین را به بدعت دینی متهم کند و آنها را از نوع جنبش‌های دینی قرن نوزدهم در ایران قلمداد نماید.
در آستانه انتخابات ریاست جمهوری ایران (۱۳۸۸)، حدود ۲۰۰ تن از اعضای این جمعیت، در اعتراض به دستگیری معلم خود (پیمان فتاحی) و برخوردها با سایر اعضای این جمعیت، در حرم سید روح‌الله خمینی دست به تحصن زدند.

### موسسات
انجمن متفکران و محققان
اعضاء این انجمن تحقیقات، مطالعات و تلاش‌های خود را بر محور دانش تفکر و عقلانیت کاربردی متمرکز ساختند. گسترش هماهنگ و هدفمند آموزشهای تفکری با هدف ارتقاء هوشمندی و هوشیاری در سطح جامعه، ارائه راهکارهای عملی در جهت توانمندسازی ذهنی و تفکری برای افزایش آگاهی در مواجهه با مسائل و مسئولیتهای پیش رو و ایجاد زمینه‌های عملی و کاربردی جهت تجربه اندوزی در این حوزه‌ها در سطح عموم، ایجاد محیطی برای تعامل و تلاقی صاحبنظران و ایجاد هم افزایی و کمک به جریان یافتن ایده‌های خلاق و ارائه الگوهای کاربردی برای راه‌اندازی کانون‌های تفکر و هسته‌های تفکری از جمله اهداف این انجمن بوده‌است.
انجمن جبهه طبیعت
تشکلی زیست‌محیطی و غیردولتی است که در سال ۱۳۷۷ تأسیس شد و فعالیت رسمی خود را در زمینه‌های گوناگون و متنوع زیست‌محیطی آغاز کرد. هدف اصلی انجمن جبهه طبیعت، حفظ و احیاء محیط زیست است و اعضای آن را دوستداران فعال محیط زیست و متخصصان علوم زیستی تشکیل می‌دهند. از اهداف این انجمن می‌توان به گسترش فرهنگ طبیعت دوستی و ارتباط با طبیعت، ۲ ـ حفاظت از طبیعت و جلوگیری از تخریب آن، ۳ ـ تحقیق و مطالعه (در موضوعات عمدتاً روان‌شناختی و معنویت‌گرایانه مرتبط با طبیعت)، و فعالیت‌های آموزشی اشاره کرد.
مؤسسه اوامر یاسین
این مؤسسه در سال ۱۳۷۹ با مجوز دبیرخانه هیئت رسیدگی به امور مراکز فرهنگی وزارت ارشاد اسلامی تأسیس شد و در راستای اشاعه و ترویج فرهنگ و اندیشه‌های متعالی فعالیت خود را آغاز کرد. این تشکل مردم نهاد بدون دریافت کمک یا تسهیلات دولتی مبنای کار خود را تحقیقات و مطالعات قرارداد و با رویکردی علمی ـ پژوهشی به فعالیت پرداخت. پروژه‌های تحقیقاتی، نقد و بررسی جریان‌های معنوی وارداتی و مکتب‌های باطن‌گرا، تربیت محقق و مدرس و برگزاری جلسات سخنرانی از جمله فعالیت‌های مؤسسه اوامر یاسین بوده‌است.
مؤسسه علم موفقیت
این مؤسسه آموزشی طی ثبت رسمی از سال ۱۳۷۶ در زمینه برگزاری دوره‌های آموزشی و جلسات سخنرانی، انجام تحقیقات و مطالعات کتابخانه‌ای و میدانی، تهیه کتب و مقالات عمومی و تخصصی در زمینه شیوه تفکر متعالی از طریق تحقیق و مطالعه علوم انسانی، تحقیق و مطالعه روش‌های دستیابی به آرامش درونی و مقابله با فشارهای روانی از طریق علوم کلاسیک و الهی و احیای ارزش‌های متعالی از طریق تحقیق، مطالعه و مقایسه علوم انسانی و الهی فعالیت نموده‌است.
گروه پژوهشی مدیریت حرفه‌ای
این مرکز علمی فرهنگی با در اختیار داشتن بیش از صد و بیست محقق، پژوهشگر و مدرس مشغول ارائه انواع خدمات مشاوره‌ای و آموزش‌های علمی ـ کاربردی در زمینة دانش تفکر بوده‌است. هدف محوری گروه پژوهشی، افزایش هماهنگ و هدفمند تفکر و هوشیاری از طریق آموزش و پژوهش در زمینة تفکر عملی و عقلانیت کاربردی بوده‌است که از طریق توسعه و گسترش پژوهش در زمینه مدیریت و بهره‌وری پرسنل، آموزش تئوری‌های بنیادی و مبانی دانش تفکر و عقلانیت کاربردی (الفبای شکوفایی ذهنی)، و آموزش روش‌های علمی و عملی تفکر شامل تفکر خلاق، تفکر استراتژیک، تفکر الگویاب، تفکر انتقادی، تفکر مفهوم‌یاب، تفکر سیستمی، تفکر تحلیلی و . . . به فعالیت خود ادامه می‌داد.
برگزاری کارگاه‌های آموزشی برای مدیران ارشد و میانی از جمله فعالیت‌های این گروه بوده‌است.
لازم است ذکر شود که از سال ۱۳۸۶ فعالیتهای غالب این موسسات از زمان برخورد با پیمان فتاحی (و به دلیل ارتباط آنها با وی) به توقف کشیده شد.

### نشریه‌ها
نشریه «هنر زندگی متعالی» ماهنامه‌ای است در زمینهٔ روش‌های تفکر و تصمیم‌گیری، معرفی و نقد جریان‌های باطنی و معنوی در عصر حاضر، تکنولوژی‌های فراروانی و با هدف تحقق حقیقت‌گرایی در همه ابعاد زندگی در سال ۱۳۸۱ شکل گرفت. مدیر مسئول نشریه رکسانا خوشابی و سردبیر آن رضا الماسیان (مدرس و محقق در زمینه علوم فراروانشناسی) است. این نشریه پس از انتشار ۳ شماره لغو مجوز شد.
نشریه «هنرهای زیستن» با موضوعات فنون زیستن، خاطرات و تجربیات فوق‌العاده و مستند، رازها و شگفتی‌های طبیعت و حیات وحش، روان‌درمانی عملی، درمان با عرفان، بیماری‌های شایع و درمان‌های مؤثر، روش‌های جوان ماندن و سالم زیستن و عمر نوح آسا، اسرار عاشقانه و روابط همسرانه، هنر یادگیری، رؤیاها و افسانه‌های ملل؛ حکایت و داستان از زندگی بزرگان، دروغ‌شناسی، … فعالیت خود را آغاز کرد. مدیر مسئول این نشریه شیرین زندی از اعضای جامعه مهندسین کشور و سارا یوسف پور یکی از اعضای هیئت تحریریهٔ این نشریه می‌باشند. این نشریه پس از چند شماره، توسط هیئت نظارت بر مطبوعات به دلیل عدم التزام مدیر مسئول با قانون اساسی لغو مجوز شد.
«علوم باطنی» فصلنامه‌ای است که در زمینه مکاتب باطنی، روش‌های جنگ روانی، روش‌های درمان نامتعارف و شفابخشی، هنر رویابینی، گزارش‌های مستند از اعمال خارق‌العاده بزرگان، کنترل ذهن، انرژی‌زایی، کنترل و انتقال انرژی، تفکر باطنی، مبارز باطنی، نتیجه آخرین تحقیقات فراروانی را منتشر می‌کرد. مدیر مسئول این نشریه ابوالفضل فلاحی از جامعه مهندسین کشور و محقق در زمینه جنگ روانی است. این نشریه پس از انتشار هفت شماره به دلیل عدم التزام مدیر مسئول به قانون اساسی لغو مجوز شد.
نشریهٔ «تفکر متعالی» فصلنامه‌ای است در زمینه درس‌های تفکر، فکر از دیدگاه علم، فکر از دیدگاه فلسفه، فکر از دیدگاه دین و مذهب، تفکر چیست، جایگاه تفکر در زندگی و ارزش تفکر، متفکر کیست، متفکران در آئینه تاریخ، عناصر تفکر، جسم و آمادگی جسمی و تفکر، زمان‌های تفکر، سبک‌های تفکر، تفکر کاربردی، معرفی اندیشه‌ها و جریانات فکری، معرفی نظام‌های تفکری، مفاهیم آینده نگری و آینده پژوهی، بیان روش‌های حل مسئله و برخورد با چالش‌های پیش رو، روش‌های توانمندی سازی و فعال سازی کارایی‌های مغز و ذهن، بررسی و تحلیل الگوهای طبیعی با تفکر بر اساس الگوهای آفرینش، دانش مذاکره و روش‌های آن، معرفی متفکران، رهبران و مدیران برجسته، تفکر سیاسی و تحلیل‌ها، وقایع مربوط به ایران و جهان، ایران و مسائل هسته‌ای، وقایع بین‌الملل، آموزه‌های مدیریتی، مدیریت روزانه و فردی، مدیریت رفتار سازمانی، مدیریت IT، مدیریت و قانون، مدیریت تولید، آموزش و توانمند سازی سازمانی، مدیریت در بازار، مدیریت ریسک، مدیریت بحران، مدیریت تغییر و… مدیر مسئول دکتر کامبیز روحی و همچنین شورای سردبیری این نشریه آرین پناهپور و شباب حسامی (پِریا) است.

## نشریه حرکت دهندگان

تصویری از جلد نشریه حرکت دهندگان در آخرین شماره (قبل از توقیف)

حرکت دهندگان نشریه‌ای اجتماعی، سیاسی، فرهنگی و هنری بود که توسط انجمن حرفه‌ای متفکران و محققان، از زیر مجموعه‌های جمعیت آل یاسین، از پائیز سال ۱۳۸۳ با شعار «حرکت دهندگان به پیشواز عصر خرد» و با هدف نهادینه کردن فرهنگ تفکر در سطح کشور و به خصوص در میان قشر مدیران در ایران آغاز به کار کرد و تا زمستان ۱۳۸۴ به صورت سراسری منتشر می‌شد، اما در آستانه ماه‌های پایانی همان سال، توسط هیئت نظارت بر مطبوعات به اتهام «توهین به مقام معظم رهبری» لغو امتیاز شد.
ارکان این نشریه عبارت بودند از: مدیر مسئول (محمد اصغری نیا)، برنامه‌ریزی و راهبرد (پیمان فتاحی (ایلیا م))، شورای سردبیری (آرین پناهپور، شباب حسامی (پِریا))
موضوعات این نشریه چنین تعریف شده بود: دانش تفکر، تکنیک‌های تفکر و روش‌های حل مسئله، مدیریت، تصمیم‌گیری، برنامه‌ریزی، معرفی متفکران برجسته، جدیدترین اخبار سیاسی در مورد وقایع مهم و حساس روز ایران و جهان، و تحلیل این اخبار بر مبنای فرمول‌های تحلیل، شیوه‌های مدیریت مدرن، متدهای سی و شش‌گانه تفکر متعالی و بازگشایی آن‌ها (تفکر مفهوم یاب، استراتژیک، قرینه‌ای، معکوس، موازی، نشانه‌شناسی، تحلیلی، فرمول‌یاب و تفکر خلاق)، فناوری‌های ذهنی، برنامه‌ریزی مغزی و سایکوتکنولوژی، روش‌های هدف یابی.
خانم شباب حسامی (پِریا) از سردبیران این نشریه در پاسخ به این سؤال که چرا قالب سیاسی برای آموزش تفکر بکار گرفته شده‌است می‌گوید: «تفکر را نمی‌توان به صورت صرف یادگرفت یا یاد داد بلکه آن را باید تمرین کرد. تمرین در مسائل روز و مسائل زنده چون حتی اگر این مسائل به روز و زنده نباشند دانشی که به دست می‌آید زنده و هماهنگ با زمان خود نیست. امروز این مسائل، مهم‌ترین مسائل دوران ما هستند و ما از طریق آن‌ها می‌توانیم آنچه را که لازم است در این لحظه بیاموزیم، بیاموزیم. این قاعدهٔ تمرینِ در جریان زندگی و تجربهٔ زنده، چیزی است که دربارهٔ بسیاری از رشته‌های دیگر دانش هم صادق است. بهترین مدیران، مدیرانی هستند که مدیریت خود را نه صرفاً از طریق کتاب‌ها و جزوات آموخته‌اند بلکه آن را از رهگذر مواجه شدن با مسائل مدیریتی و پذیرش و عبور از مسئولیت‌ها فرا گرفته‌اند؛ و اساساً داناترین انسان‌ها کسانی هستند که پیوسته از جریان زندگی می‌آموزند و آنچه را که لازم است بدانند از دل مسائل و وقایعی که تجربه می‌کنند می‌یابند و می‌دانند.»

### لغو امتیاز
نشریه حرکت دهندگان در آستانه انتشار مجلد فصل زمستان خود در سوم بهمن ماه ۱۳۸۴ بنا به رأی هیئت نظارت بر مطبوعات و به استناد ماده ۲۷ قانون مطبوعات لغو مجوز شد. اتهام منتسب شده طرح روی جلد شماره سوم این فصلنامه و توضیح سردبیر در مورد طرح روی جلد بود که از نظر این هیئت مصداق توهین به رهبری قلمداد شد. در پی آن مدیر مسئول و سردبیر نشریه بنا به شکایت وزارت فرهنگ و ارشاد اسلامی و به اتهام توهین به رهبری به شعبه هفتم دادسرای کارکنان دولت فراخوانده شدند. پس از جلسات بازپرسی جرم انتسابی محرز نشد. البته علت اصلی برخورد با مدیر مسئول و سردبیر این بود که نشریه حرکت دهندگان در آستانه انتخابات دوره نهم ریاست جمهوری در بهار ۱۳۸۴ اقدام به انتشار مصاحبه ای با عنوان «برترین رئیس جمهور» در شماره ۳ خود نمود. این گفتگو با موضوعیت ویژگی‌های کاندیدای برتر با ایلیا میم رام‌الله (پیمان فتاحی) انجام شده بود.
در بخش‌هایی از آن آمده بود:
سؤال -لطفاً دربارهٔ دیگر ویژگی‌های رئیس‌جمهور توضیح دهید. اگر موضوعاتی مانند خودساختگی و محبت به مردم را طبق فرمایش شما، در درجه اول اهمیت در نظر بگیریم دربارهٔ سایر ویژگی‌های رئیس‌جمهور بفرمایید.
«او باید دارای توان تمام کردن و شروع کردن باشد. تمام کردن آنچه پیش از این آغاز شده یا حتی دانه‌هایی که هنوز جوانه هم نزده‌اند؛ و قدرت شروع کردن جهش را. ایران وقت زیادی برای پیشرفت ندارد. پیشرفت معمولی به عقب‌ماندگی آن منجر خواهد شد؛ بنابراین رئیس‌جمهور باید توان شروع جهش را داشته باشد… اگر شجاعت او مقدم بر هوشمندی‌اش باشد ممکن است آسیب‌های جدی به وجود آید بنابراین لازم است هوشمندی و هوشیاری او بر شجاعتش مقدم باشد. نگاه کردن به ریاست جمهوری، به عنوان فرصتی برای پیشرفت شخصی می‌تواند آثار زیانبار بسیاری را برای ملت داشته باشد پس او باید ریاست جمهوری را به چشم یک رسالت نگاه کند. رسالتی که فقط یک راه در پیش دارد و آن موفقیت است. مسئول وام‌دار نمی‌تواند مسئولیت خود را به انجام برساند. رئیس‌جمهور یا باید وام‌دار کسی جز خدا و ملت نباشد یا اگر هست ابتدا وام خود را بپردازد و آنگاه قدم جلو بگذارد.»
در انتهای همان مصاحبه بخشی از صحبتهای یکی از شاگردان ایلیا میم نیز درج شده بود که مبنای طرح روی جلد نشریه قرار گرفت و همین امر دست آویز لغو مجوز نشریه گردید.
در این بخش آمده‌است: «آقای رئیس دولت، اول به فکر ایران اسلامی باش نه اسلام ایرانی. چون اگر ایرانی اسلامی نباشد، به وقوع پیوستن اسلام ایرانی غیرممکن است. آقای رئیس دولت، اگر عمل تو شعار تو است پس هر چه بیشتر شعار بدهی به نفع این ملت است؛ ولی اگر فاصله بین شعار و عمل شما زیاد است ممکن است این شکاف هیچ وقت پر نشود و این دو تا هیچ وقت همدیگر را پیدا نکنند. کاری کن که زندگی‌ات پیام‌ات باشد در غیر این صورت زندگی‌ات به یک سنگر متحرک تبدیل می‌شود و سنگر بالاخره توسط دشمن فتح می‌شود. آقای مسئول فراموش نکن که نگاه ولی عصر (س) و بسیاری از ارواح مقدس روی این ملت و کشور است و تو با قبول کردن مسئولیت، خودت را در معرض مستقیم نگاه و قضاوت ایشان قرار داده‌ای. اگر مطمئنی که به مسئولیت و تعهدات عمل می‌کنی بمان و اگر احتمالش را می‌دهی فرد دیگر، مؤثرتر و کارامدتر از تو باشد، قبل از آمدن کنار بکش و خود را در نزد ولی عصر و خدای ولی عصر و ارواح مقدس ضایع و خطاکار نساز. والسلام»
پس از لغو مجوز نشریه، انجمن صنفی روزنامه نگاران ایران در تاریخ ۲۴ اردیبهشت ۱۳۸۵ همزمان با تشکیل دادگاه مدیر مسئول و سردبیر فصلنامه، اقدام به انتشار بیانیه‌ای نمود. بیانیه این انجمن در دفاع از حقوق این نشریه و همچنین سایر نشریات جمعیت ال یاسین (هنرهای زیستن و علوم باطنی) بود که همزمان با فصلنامه حرکت دهندگان لغو مجوز شده بودند. در بخشی از این بیانیه آمده‌است: «انجمن صنفی روزنامه نگاران ایران ضمن محکوم کردن این اقدام که منجر به بیکار شدن چند روزنامه‌نگار شاغل در این نشریات شده از ریاست دیوان عدالت اداری می‌خواهد با رسیدگی به این اقدام غیرقانونی هیئت نظارت بر مطبوعات، دستور مقتضی برای جلوگیری از ادامه این روند را صادر نماید.»
پس از طی مراحل قضایی در شعبه هفتم کارکنان دولت، اتهام انتسابی از جانب وزارت ارشاد وقت (در دولت محمود احمدی‌نژاد و به مسئولیت حسین صفارهرندی) به مسئولین نشریه محرز نگشت و منع تعقیب صادر شد. از اینرو به موجب تبصره ۲ ماده ۱۰ قانون مطبوعات، مدیرمسئول نشریه از این وزارتخانه در دیوان عدالت اداری شکایت کرد اما دیوان عدالت اداری اعلام کرد که صلاحیت رسیدگی به این شکایت را ندارد و در نتیجه این فصلنامه در وضعیت لغو امتیاز و عدم انتشار باقی‌ماند و مجوز آن هرگز احیا نشد.
طبق اشارات بعدی مسئولین ذی‌ربط در پرونده، علت اصلی لغو امتیاز «حرکت دهندگان» درج گفتگوی انجام شده با ایلیا میم (پیمان فتاحی) بود.

تصویری از جلد نشریه حرکت دهندگان شماره ۴ و ۵

دو سال بعد، در ۱۳۸۶ و در جریان حبس و بازجویی‌های پیمان فتاحی و مدیر مسئول نشریه (محمد اصغری نیا که از شاگردان ایلیا میم بود) توسط وزارت اطلاعات معلوم شد که از نظر مسئولان فرهنگی و امنیتی وقت، شخص محمود احمدی‌نژاد مصداق کلیه مشخصه‌های منفی ذکر شده در مصاحبه یادشده بوده و مصاحبه‌کننده (ایلیا میم) به صورت هدفدار و برنامه‌ریزی شده این نکات را برای تضعیف وی عنوان نموده‌است. این در حالی بود که در زمان انجام مصاحبه، محمود احمدی‌نژاد هنوز به سِمت ریاست جمهوری نائل نشده و هنوز هم مشخص نبود برنده انتخابات چه کسی خواهد بود. 
در جریان رسیدگی به پرونده این نشریه شماره ۴ و۵ آن نیز منتشر شد که در بخشی از آن پیش‌بینی تحلیلی وقایع خاورمیانه (به قلم سردبیر – خانم شباب حسامی) صورت گرفته بود.

## انتقادات
در تاریخ ۱۳ شهریور ۱۳۹۰ رادیو کوچه مقاله‌ای نوشته شده توسط رضا پرچی‌زاده و به درخواست خانم شیرین زندی، عضو شورای مرکزی جمعیت آل یاسین دربارهٔ این جمعیت منتشر کرد و این گروه را به «شستشوی مغزی اعضا، قدرت‌طلبی سیاسی، مختل کردن کارکرد نهادهای اجتماعی مثل خانواده از طریق خط و ربط تعیین کردن برای ازدواج و طلاق و به هم‌چنین هدایت مستقیم امور خانوادگی، و عدم شفافیت دربارهٔ مقاصد نهایی خود چه در آثار منتشره توسط خود این جمعیت و چه در مصاحبه با رسانه‌های جمعی مستقل» متهم کرد و دلایلی بر اثبات اتهامات خود ذکر کرد و گفت که صرف در اقلیت بودن این گروه دلیل بر حقانیت آن نیست و این گروه را به برقراری رابطه با سران سیاسی و خانواده‌های آن‌ها نیز متهم کرد.»